# Харолд (Флорида)
Харолд (енгл. Harold) насељено је место без административног статуса у америчкој савезној држави Флорида.

## Демографија
По попису из 2010. године број становника је 823.
| Група             | 2000.    | 2010.       |
| Белци             | 0 (0,0%) | 774 (94,0%) |
| Афроамериканци    | 0 (0,0%) | 5 (0,6%)    |
| Азијати           | 0 (0,0%) | 7 (0,9%)    |
| Хиспаноамериканци | 0 (0,0%) | 10 (1,2%)   |
| Укупно            | 0        | 823         |